# September 2007
Dit artikel geeft een chronologisch overzicht van belangrijke gebeurtenissen per dag in de maand september van het jaar 2007.

## Gebeurtenissen

### 1 september
- De Spaanse en Franse politie verhinderen een ETA-aanslag.
- De Amerikaanse senator Larry Craig kondigt zijn ontslag aan nadat bekend geworden is dat hij schuldig gepleit heeft aan de beschuldiging ongeoorloofd gedrag in het mannentoilet van Minneapolis-St. Paul International Airport. Hij zou een mannelijke undercoveragent benaderd hebben voor seks.

### 2 september
- Het Britse leger trekt zich terug uit Basra en draagt de basis in de stad over aan het Iraakse leger.

### 3 september
- Orkaan Felix wakkert aan tot de vijfde categorie en wordt daarmee de tweede orkaan van deze sterkte binnen enkele weken. Een seizoen met meer dan één orkaan uit de vijfde categorie is uitzonderlijk. De laatste seizoenen dat dit gebeurde waren in 1960, 1961 en 2005.
- De Amerikaanse multimiljonair en avonturier Steve Fossett keert niet terug van een verkenningsvlucht en wordt als vermist opgegeven.

### 4 september
- Orkaan Felix komt aan land in Nicaragua.

### 5 september
- De veiligheidsdiensten in Duitsland maken bekend "hevige bomaanslagen" door moslimfundamentalisten te hebben voorkomen. De doelwitten waren de Amerikaanse/NAVO militaire basis Ramstein en de internationale luchthaven van Frankfurt am Main.
- Minister Guusje ter Horst (Binnenlandse Zaken) maakt bekend dat er in Nederland naar schatting tussen de 20.000 en 30.000 mensen te beïnvloeden zijn door de ideeën van het salafisme, een radicale en ultraorthodoxe stroming binnen de islam. Daaronder zijn ongeveer 2500 'potentiële activisten'.
- In Iran zijn op één dag 21 mensen opgehangen. In Iran worden ter dood veroordeelden wanneer zij in het openbaar worden terechtgesteld met een touw om de nek door een hijskraan omhooggetrokken.
- Ontwerper Alain Hubert maakt de voltooiing van zijn gloednieuwe Belgische wetenschappelijke basis voor Antarctica bekend. Het geheel is in geïsoleerde modules opgevat met eigen energiewinning door wind en zonlicht. Het wordt per schip overgebracht en op een rots gemonteerd.

### 6 september
- De wereldberoemde operazanger Luciano Pavarotti overlijdt in zijn woonplaats Modena. Hij leed al enige tijd aan alvleesklierkanker. Pavarotti was volgens velen de beste tenor van zijn generatie.
- Israëlische vliegtuigen laten bommen vallen in Noord-Syrië. Mogelijk werkte Syrië hier met hulp van Noord-Korea in het geheim aan een nucleair programma. Syrië ontkent dat een militair doel is geraakt. Israël bevestigt een kleine maand later de aanval, zonder uitspraken te doen over het doel.

### 7 september
- In een eerste nieuwe videoboodschap sinds 2004 dringt Al Qaida-leider Osama bin Laden er bij het Amerikaanse volk op aan zich te bekeren tot de islam "opdat de oorlog in Irak kan worden beëindigd". In juli verdubbelde de Amerikaanse Senaat de prijs op het hoofd van Bin Laden tot 50 miljoen dollar.
- De nationalistische Parti de l'Istiqlal (PI) wint de Marokkaanse parlementsverkiezingen en wordt met 52 zetels groter dan de islamitische PJD (47), die had gehoopt op verdubbeling. De socialistische USFP (36) zakt van de eerste naar de vijfde plaats. Er waren 325 zetels te verdelen. De opkomst bedroeg slechts 37 procent omdat de macht van het parlement gering geacht wordt ten opzichte van die van koning Mohammed VI. >>meer informatie
- Een Antonov 12BP transporteert 18 ton vracht, vooral palmolie, van Kisangi naar Bukavu met tussenstop in Goma. Het toestel crasht bij de landing, schuift over de landingsbaan op een gestold lavagebied en vliegt onmiddellijk in brand. Van de 5 crewleden en de 3 passagiers overleeft niemand de ramp. Het luchtwaardigheidsbewijs van het toestel was vervallen in maart, en niet vernieuwd.

### 8 september
- Op station Roosendaal wordt een 22-jarige man door de 41-jarige Carlos H. (een man van Amerikaanse afkomst) zwaar verwond met een bijl in de wachtruimte. Het slachtoffer overlijdt diezelfde dag nog in het ziekenhuis. De aanleiding zou de Nederlandse deelname aan de Irakoorlog zijn.

### 9 september
- De eerste ronde van de presidentsverkiezingen in Guatemala heeft nog geen winnaar opgeleverd. De leidende kandidaten Álvaro Colom en Otto Pérez zullen het op 4 november in de tweede ronde tegen elkaar opnemen. Voormalig dictator Efraín Ríos Montt wint een congreszetel en daarmee juridische onschendbaarheid.
- Leden van de Noord-Afrikaanse vleugel van Al Qaida eisen via een internetverklaring de verantwoordelijkheid op voor twee zelfmoordaanvallen in Algerije waarbij in de afgelopen twee dagen ten minste 50 mensen om het leven kwamen.

### 10 september
- De nu al acht dagen vermiste Amerikaanse miljonair-avonturier Steve Fossett wordt nu ook gezocht via door Google Earth beschikbaar gestelde up-to-date satellietfoto's van Nevada. Het zoeken naar het op de foto's circa 21 bij 30 pixels metende vliegtuigje wordt gecoördineerd via het Amazon Mechanical Turk-project.
- De voormalige Pakistaanse premier Nawaz Sharif wordt onmiddellijk na zijn terugkeer uit ballingschap in Islamabad door de Pakistaanse autoriteiten op grond van corruptieverwijten aangehouden en op een vliegtuig naar Saoedi-Arabië gezet.
- In Nijmegen bevalt een mevrouw uit Vorden van een eeneiige drieling. Zoiets komt slechts bij één op de 200 miljoen zwangerschappen voor.

### 11 september
- Vlaams Belang fractieleider Filip Dewinter en voorzitter Frank Vanhecke worden opgepakt bij een door de burgemeester van Brussel verboden betoging tegen de islamisering van Europa. Rond 20:00 uur worden zij weer vrijgelaten.
- Drugsbaron "Don Diego" wordt opgepakt. De Colombiaan, hoofd van het Norte del Valle-kartel, wordt uitgeleverd aan de Verenigde Staten.

### 12 september
- De regering van Paraguay roept de noodtoestand uit. Reden zijn de vele bosbranden die al wekenlang aan de gang zijn en die ruim een half miljoen hectare bos in Noordoost-Paraguay in de as hebben gelegd.
- De Russische president Vladimir Poetin accepteert premier Michail Fradkovs aftreden en nomineert voormalig witwasbestrijder Viktor Zoebkov als diens opvolger; deze nominatie moet op 14 september worden bekrachtigd door de Staatsdoema.
- Een Filipijnse rechtbank veroordeelt voormalig president Joseph Estrada (70) tot levenslang wegens grootschalige corruptie. Estrada acht zichzelf onschuldig en beschuldigt zittend president Gloria Macapagal-Arroyo, de Rooms-Katholieke Kerk en de Filipijnse zakenelite van een complot tegen hem.
- Een tsunami-waarschuwing gaat uit na een tweetal aardbevingen met magnitudes van resp. 8,0 en 7,9 op de Richterschaal, vlak voor de kust van het West-Indonesische eiland Sumatra. De bevingen bewegen gebouwen tot in de hoofdstad Jakarta op het naburige eiland Java.
- Een Tupolev Tu-160 "Blackjack" bommenwerper van de Russische luchtmacht heeft bij wijze van test een gigantische thermobarische bom afgeworpen – volgens vice-chef-staf van het Russische leger, generaal Aleksandr Roeksjin, "het grootste niet-nucleaire explosief ter wereld". Bij de test werd een gebouw van vier verdiepingen met de grond gelijk gemaakt. Waarschijnlijk vond de test plaats op het oefenterrein Pem-Boj in het voormalige dorp Chalmer-Joe in het uiterste noordoosten van Europees Rusland.
- De Wereldgezondheidsorganisatie (WHO) bevestigt een grote uitbraak van het dodelijke ebolavirus in de Congolese provincie West-Kasaï, die tot nu aan 166 mensen het leven heeft gekost. Daarnaast heeft de WHO kennis van nog minstens 372 andere gevallen van besmetting. De sterftekans na infectie met Ebola, waartegen geen medicijnen bestaan, bedraagt 90 procent.
- De Japanse premier, Shinzo Abe, maakt in een tv-toespraak zijn aftreden bekend. Zijn liberaal-democratische partij zal naar verwachting op 19 september een nieuwe leider kiezen, die dan automatisch minister-president is. Nieuwe algemene verkiezingen worden niet verwacht.

### 13 september
- Fractieleider Mark Rutte dwingt Rita Verdonk uit de VVD-fractie te stappen na haar hernieuwde kritiek op de politieke koers van de partij. Zij zou enkele dagen geleden in een besloten toespraak hebben gezegd dat de VVD onzichtbaar is in het vreemdelingendebat.
- Google looft 20 miljoen dollar uit voor de eerste private onderneming die het lukt om voor het einde van 2012 een robotwagentje op de maan te laten landen, dat vervolgens minstens 500 meter rijdt en een verplichte reeks foto's, video's en data verzamelt. Google wil zo bijdragen aan de stimulering van onderzoek naar goedkope robotverkenning van het universum.
- De FIA World Motor Sport Council heeft het McLaren Formule 1-team wegens bedrijfsspionage bij Ferrari alle punten in het constructeurskampioenschap voor 2007 afgenomen en een boete opgelegd van 100 miljoen dollar. De rijders Lewis Hamilton en Fernando Alonso mogen hun individuele punten evenwel behouden.
- Na 22 jaar debatteren neemt de Algemene Vergadering van de Verenigde Naties een niet-bindende verklaring aan over de rechten van inheemse volkeren. Het stuk, met voorstellen voor de bescherming van mensenrechten, land en hulpbronnen, wordt aangenomen ondanks de tegenstand van Australië, Canada, Nieuw-Zeeland en de VS.

### 14 september
- De Europese ruimtevaartorganisatie (ESA) meldt dat de meest directe route van de Noordwestelijke Doorvaart, de rechtstreekse verbinding tussen de Atlantische en de Grote Oceaan via het Canadese poolgebied, voor het eerst sinds het begin van de regelmatige satellietwaarnemingen, in 1978, volledig bevaarbaar is. Oorzaak hiervan is het veel snellere afsmelten van de poolkap dan tot op heden steeds verwacht.
- Vanaf het ruimtevaartcentrum op het afgelegen zuidelijke eiland Tanegashima lanceert de Japanse Aerospace Exploration Agency (Jaxa) voor het eerst een sonde die in een vaste omloopbaan een jaar lang gegevens zal verzamelen over oorsprong en evolutie van de maan. Behalve de hoofdsonde zullen ook nog twee kleinere satellieten in een 100 km hoge baan worden gebracht.

### 15 september
- Een ledenvergadering van de VVD besluit dat de beslissing om Rita Verdonk uit de Kamerfractie van de VVD te zetten niet wordt teruggedraaid. Voorgestelde lijmpogingen (gesteund door partijprominent Hans Wiegel) worden verworpen. Verdonk mag wel lid blijven van de VVD.

### 16 september
- Het Nederlands honkbalteam wint het Europees kampioenschap. Het is de vijfde Europese titel op rij. Het team plaatst zich door de winst rechtstreeks voor de Olympische Zomerspelen 2008 in Peking.
- Op het Thaise vakantie-eiland Phuket crasht One-Two-GO-vlucht 269 doordat het vliegtuig bij zeer slecht weer naast de startbaan van de Internationale Luchthaven Phuket terechtkomt. Minstens 90 mensen komen om.
- Bij de 25ste editie van de wereldkampioenschappen judo, die worden gehouden in Rio de Janeiro, eindigt Nederland als zevende in het medailleklassement, dankzij één gouden (Ruben Houkes) en drie bronzen medailles (Guillaume Elmont, Elisabeth Willeboordse en Carola Uilenhoed).
- De volleyballers van Spanje winnen voor de eerste keer in de geschiedenis de Europese titel. In de finale is de ploeg van bondscoach Andrea Anastasi met 3-2 te sterk voor Rusland.

### 17 september
- De verzekeringsmakelaar Ernest Bai Koroma wordt ingezworen als nieuwe president van Sierra Leone. De oppositieleider heeft de verkiezingen met 54,6 tegen 45,4 procent gewonnen van de zittende vicepresident Solomon Berewa. In stromende regen dansen duizenden aanhangers in de straten van Freetown als hij officieel de macht overneemt van Alhaji Ahmed Tejan Kabbah. Hij belooft het land te zullen runnen "als een grote onderneming".
- Rita Verdonk maakt bekend dat zij lid blijft van de Tweede Kamer én van de VVD. Een eventueel besluit om ook een nieuwe partij op te richten stelt de politica, die op 13 september uit de VVD-fractie gezet werd, uit tot later.
- Het Gerecht van Eerste Aanleg, het op een na hoogste rechtscollege van de Europese Unie, oordeelt dat Microsoft zich wel degelijk heeft schuldig gemaakt aan misbruik van zijn dominante positie op de markt voor PC-besturingssystemen en handhaaft de boete van 497 miljoen euro die mededingingscommissaris Neelie Kroes het bedrijf namens de Europese Commissie had opgelegd.
- De regerende conservatieve partij van de Griekse premier Kostas Karamanlis wint met 41,9 procent de algemene verkiezingen en behoudt een kleine meerderheid (152) in het 300 zetels tellende parlement. De socialistische partij van Giorgos Papandreou wordt tweede met 38,1%, goed voor 102 zetels. De verkiezingen worden overschaduwd door de enorme bosbranden, waarbij in augustus tientallen mensen het leven lieten.

### 18 september
- Polen spreekt in Brussel zijn veto uit over een Europese dag tegen de doodstraf. De Poolse regering wil zo'n dag alleen als hij ook abortus en euthanasie veroordeelt. Hoewel het afzweren van de doodstraf voorwaarde is voor het EU-lidmaatschap, riep Warschau eerder al op tot een heroverweging hiervan.
- In België is de regering-Verhofstadt precies honderd dagen demissionair. De formatie van een nieuwe regering is inmiddels vastgelopen op de splitsing van Brussel-Halle-Vilvoorde en de staatshervorming waarvan deze splitsing deel zou uitmaken.
- In de Tweede Kamer presenteert minister van financiën Wouter Bos (PvdA) zijn eerste Miljoenennota – volgens Bos tevens de eerste van vier opeenvolgende overschotbegrotingen; een doelstelling die voor het laatst gerealiseerd werd in 1954.

### 19 september
- Op deze dag viert professor Scott E. Fahlman met zijn studenten aan de Amerikaanse Carnegie Mellon-universiteit in Pittsburgh, zijn uitvinding, precies 25 jaar geleden, van het getypte emoticon :-) (smiley) dat sindsdien in miljarden online berichten, chats en e-mails is gebruikt.

### 20 september
- In een vuurgevecht met Talibanstrijders ten noorden van Deh Rawod komt de 20-jarige Nederlandse soldaat Tim Hoogland van de bravo compagnie van het 13e infanterie bataljon uit Assen om het leven. Van de elf tot nu toe in Afghanistan gesneuvelde Nederlandse militairen, is Hoogland de eerste die omkomt tijdens een rechtstreekse schotenwisseling.
- Een commissie van het Permanent Hof van Arbitrage stelt de jarenlang betwiste maritieme grens tussen Guyana en Suriname vast. De jurisdictie over de monding van de Corantijn en de wateren ten oosten van een lijn in een hoek van 10° ten opzichte van de kust worden aan Suriname toegewezen.

### 21 september
- Het Hooggerechtshof van Chili stemt toe in de onmiddellijke uitzetting van Peru's voormalige president Alberto Fujimori (69). De Chileense autoriteiten willen hem nu zo snel mogelijk repatriëren, zodat hij in Lima terecht kan staan wegens schending van de mensenrechten en corruptie.

### 22 september
- In de voormalige Myanmarese hoofdstad Yangon bidt een tot tranen toe bewogen oppositieleidster Aung San Suu Kyi met een stoet tegen de militaire junta in haar land protesterende boeddhistische monniken die tot hun eigen verrassing worden toegelaten tot de straat voor de woning waar zij sinds 2003 in huisarrest verblijft.

### 23 september
- Peru's ex-president Alberto Fujimori (69) wordt door Chili aan Peru uitgeleverd. Na aankomst op het vliegveld in de hoofdstad Lima wordt hij in afwachting van zijn berechting in een politiecel gevangengezet. Fujimori wordt door de Peruaanse overheid vervolgd omdat hij zich tijdens zijn presidentschap (1990-2000) schuldig zou hebben gemaakt aan het schenden van de mensenrechten en het plegen van corruptie.

### 24 september
- Na zes stemronden wordt Lilianne Ploumen (45), directeur van Cordaid, verkozen tot nieuwe voorzitter van de PvdA. De op voorhand door velen als verkiezingswinnaar gedoodverfde partijprominent Jan Pronk bijt geheel onverwacht in het stof.

### 25 september
- Het hoofdbestuur van de VVD vindt in de partijstatuten 'onvoldoende houvast' om Rita Verdonk te royeren. Er wordt nu met de politica overlegd in een poging een voor beide partijen aanvaardbare oplossing te vinden. Fractieleider Mark Rutte vindt dat Verdonk geen VVD-lid meer kan zijn als ze met een eigen fractie in het parlement zit.
- De Tweede Kamerfractie van de PvdA besluit de initiatiefwet voor een referendum over het nieuwe Europese verdrag niet te steunen. Daarom zal er geen meerderheid zijn voor een referendum. Het kabinet besloot op 21 september al tegen een nieuw referendum.
- De gematigde Yasuo Fukuda van de Liberaal-Democratische Partij volgt zijn afgetreden partijgenoot Shinzo Abe op als premier van Japan.

### 26 september
- In de straten van Yangon gebruikt het militaire bewind van Myanmar traangas en charges met de wapenstok tegen de boeddhistische monniken en andere betogers, die al wekenlang in groeiende getale demonstreren tegen de regering. Er vallen zeker twee doden. De Veiligheidsraad van de Verenigde Naties kondigt een spoedzitting af. De Britse premier Gordon Brown waarschuwt de machthebbers dat "de ogen van de hele wereld op hen gericht zijn".
- De Nederlandse wielrenner Lars Boom behaalde op het wereldkampioenschap in Stuttgart op het onderdeel individuele tijdrit bij de beloften de wereldtitel. Het is de eerste gouden medaille en Nederlandse titel op dit onderdeel. De Rus Michail Ignatiev behaalde het zilver, de Fransman Jérôme Coppel het brons. Beide espoirs haalden precies hetzelfde resultaat ook al een jaar eerder.

### 27 september
- Het VN-Joegoslaviëtribunaal in Den Haag veroordeelt twee voormalige Joegoslavische legerofficieren voor medeplichtigheid aan het martelen en massacreren in november 1991 van 194 Kroaten die hun toevlucht hadden gezocht in een ziekenhuis in Vukovar: Mile Mrkšić krijgt twintig jaar cel voor moord en marteling, Veselin Šljivančanin vijf jaar voor zijn aandeel in de martelingen.
- De Amerikaanse ruimtesonde Dawn begint aan een reis van acht jaar en bijna vijf miljard kilometer naar de planetoïdengordel, waar hij de planetoïde Vesta (2011) en de dwergplaneet Ceres (2015) zal aandoen. Astronomen hopen op veel nieuwe informatie over het ontstaan van het zonnestelsel. De sonde wordt aangedreven door een ionenmotor.
- De Nederlandse wielrenner Stef Clement heeft op het wereldkampioenschap in Stuttgart de bronzen medaille behaald op het onderdeel individuele tijdrit. De Zwitser Fabian Cancellara prolongeerde zijn titel en pakte het goud voor de Hongaar László Bodrogi.
- Nadat de militaire machthebbers van Myanmar een samenscholingsverbod hebben afgekondigd, openen veiligheidstroepen op twee plaatsen in het oosten van Yangon het vuur op betogers; zeker negen personen, onder wie een Japanse journalist, vinden de dood.
- Staatssecretaris Tineke Huizinga stelt Deltacommissie nieuwe stijl in. Deze moet in 2008 advies uitbrengen over hoe Nederland tot het jaar 2200 beschermd moet worden tegen de gevolgen van de opwarming van de Aarde.

### 28 september
- Russische experts verklaren dat menselijke resten, in juli gevonden bij Jekaterinenburg, vrijwel zeker toebehoren aan twee kinderen uit het na de revolutie van 1917 geëxecuteerde gezin van Tsaar Nicolaas II. Voorlopig onderzoek zou hebben bevestigd dat het gaat om troonopvolger Aleksej en zijn zus, de grootvorstin Maria, die beiden ontbraken toen in 1991 de overblijfselen van de rest van het gezin werden gevonden.
- In een poging nieuwe betogingen tegen het militaire bewind te voorkomen, blokkeren Myanmarese veiligheidstroepen alle toegangen tot de belangrijkste kloosters en pagodes in Yangon. De gebouwen, waaronder ook de Schwedagon- en Sulepagoden worden tot verboden gebied verklaard. Officiële media melden negen doden tijdens de betogingen van de vorige dag, maar volgens de Australische ambassadeur zouden het er meer zijn. Alle toegang tot het internet is inmiddels ook geblokkeerd en internetcafés in het land zijn gesloten.

### 29 september
- Koning Albert II van België wijst de Vlaamse christendemocraat Yves Leterme opnieuw als formateur aan. Deze gaat wederom proberen een Belgische regering samen te stellen die bestaat uit Waalse en Vlaamse liberalen (MR en Open VLD) en christendemocraten (cdH en CD&V). De toekenning vindt plaats op grond van het verslag dat door verkenner Herman Van Rompuy eerder op de dag aan de koning is uitgebracht. Daaruit is gebleken dat de door de Vlamingen gewenste maar door de Walen afgewezen staatshervormingen gedeeltelijk zullen worden uitgesteld en gedeeltelijk door een 'raad van wijzen' zullen worden afgehandeld, waardoor een nieuwe formatiepoging – de formatie is op deze datum al 111 dagen aan de gang – mogelijk een kans van slagen heeft.

### 30 september
- De Italiaan Paolo Bettini prolongeert in Stuttgart zijn wereldtitel wielrennen op de weg. Bettini was aanvankelijk door de organisatie geweigerd omdat hij een deel van de antidopingverklaring van de UCI niet ondertekende. De Rus Aleksandr Kolobnev en de Duitser Stefan Schumacher werden tweede en derde.
- VN-gezant Ibrahim Gambari ontmoet Myanmarese militaire machthebbers, maar nog niet de juntaleider Than Shwe zelf, in de hoofdstad Naypyidaw en overlegt met oppositieleidster Aung San Suu Kyi in Yangon. Er is nu ook zeldzame kritiek van China en van de organisatie van Zuidoost-Aziatische landen ASEAN op het bloedige optreden van het militaire bewind tegen monniken en andere betogers. Japan stuurt een eigen gezant, Mitoyi Yabunaka, die de dood van videojournalist Kenji Nagai moet onderzoeken.

<< · januari · februari · maart · april · mei · juni · juli · augustus · september · oktober · november · december · >>